# H2O (Webサーバ)
H2Oは、フリーかつオープンソースのWebサーバソフトウェアである。
C言語で書かれており、MITライセンスの条件に基づいて配布されている。

## 概要
HTTP/2とTLSを前提として設計が行われており、優先度制御やサーバプッシュなどのHTTP/2の技術を最大限に活用することで、nginxなどの従来のWebサーバソフトウェアと比較して大幅に優れた処理速度を実現している。

## 特徴
H2Oの主な特徴は下記の通りである:
- HTTP/1.0及びHTTP/1.1のサポート
- HTTP/2のサポート
  - サーバ側での微調整付きの依存関係と重み付けに基づいた優先度制御の完全なサポート
  - ウェブブラウザのキャッシュを利用したサーバプッシュ
- HTTP/3のサポート (実験的)
- TCP Fast Open（英語版）
- TLSのサポート
  - セッション再開 (スタンドアローン及びmemcached)
  - 自動的な鍵のロールオーバーを利用したセッションチケット
  - 自動的なOCSPステープリング
  - 前方秘匿性及び高速な認証付き暗号である暗号スイート
  - 特権分離（英語版）を利用した秘密鍵の保護
- 静的ファイルの提供
- FastCGIのサポート
- リバースプロキシ
- mrubyによる拡張 (Rackベース)
- 緩やかな再起動と自己アップグレード

## 歴史
H2Oは2014年7月にDeNA社内のモバイルゲーム用サーバとして奥一穂を中心に開発が開始された。
2014年12月に最初のバージョン (0.9.0) がリリースされ、HTTP/2の仕様が正式に承認された2015年2月に最初の安定版がリリースされた。